# Косинцева, Мария Александровна
Мария Александровна Косинцева (урожд. Теребенина) (12 марта 1926, Красномыльское, Уральская область — 13 июня 2005, Екатеринбург) — бригадир слесарей-сборщиков Шадринского автоагрегатного завода Министерства автомобильной промышленности СССР, Курганская область. Герой Социалистического Труда (1971).

## Биография
Мария Александровна Теребенина родилась 12 марта 1926 года в крестьянской семье в селе Красномыльском Красномыльского сельсовета Исетского района Шадринского округа Уральской области РСФСР, ныне село входит в Шадринский муниципальный округ Курганской области.
В 1940 году окончила 6 классов, по семейным обстоятельствам вынуждена была оставить школу.
С 1942 года — прессовщица на Шадринском автоагрегатном заводе имени Сталина, штамповала на прессе колпачки взрывателей к минам. Получила производственную травму — лишилась указательного пальца на левой руке. Залечив руку, перешла работать слесарем-сборщиком в карбюраторный цех, освоила работу жиклёрщицы.
Окончила Шадринский автомеханический техникум. Была назначена бригадиром слесарей-сборщиков жиклёрного отделения в карбюраторном цехе.
В 1958 году вступила в КПСС.
Бригада Марии Косинцевой ежегодно перевыполняла производственный план на 125—130 %. В 1959 году стала инициатором социалистического соревнования за звание коллектива коммунистического труда. В 1960 году её бригада получила звание «Бригада коммунистического труда». За годы 8-й пятилетки (1966—1970) Мария Косинцева выполнила восемь годовых норм. Указом Президиума Верховного Совета СССР от 5 апреля 1971 года «за выдающиеся успехи в выполнении заданий пятилетнего плана по развитию автомобильной промышленности» удостоена звания Героя Социалистического Труда с вручением ордена Ленина и золотой медали «Серп и Молот» .
Неоднократно избиралась депутатом Курганского областного и Шадринского городского Советов народных депутатов, членом областного совета профсоюзов.
Мария Александровна Косинцева скончалась 13 июня 2005 года в городе Екатеринбурге. Похоронена на Лесном кладбище Верх-Исетского района города Екатеринбурга Свердловской области.

## Награды
- Герой Социалистического Труда — указом Президиума Верховного Совета СССР от 5 апреля 1971 года
  - Орден Ленина № 399265
  - Медаль «Серп и Молот» № 11860
- Орден Трудового Красного Знамени, 22 августа 1966 года
- Юбилейная медаль «За доблестный труд. В ознаменование 100-летия со дня рождения Владимира Ильича Ленина»
- Медаль «За доблестный труд в Великой Отечественной войне 1941—1945 гг.»
- Знак «Победитель социалистического соревнования»

## Память
В сентябре 2013 года на фасаде корпуса производства отопителей и топливной аппаратуры, где работала Косинцева на Шадринском автоагрегатном заводе была открыта памятная доска с портретом бригадира слесарей-сборщиков карбюраторного цеха Марии Александровны Косинцевой — 56°05′07″ с. ш. 63°36′01″ в. д..